# 神門寺 (秩父市)
神門寺（こうどじ）は、埼玉県秩父市にある曹洞宗の寺院で、山号は白道山と号する。
本尊真言：おん あろりきゃ そわか
御詠歌：ただたのめ六則ともに大悲をば 神門にたちてたすけたまへる

## 歴史
創建年代は不明である。かつては神社であったが、後に荒廃した。そして神社を再建しようとした際に、巫女の神託により神社ではなく寺として再建されたという。「神門寺」という寺号は、この経緯による。
江戸時代には、修験道の寺として、今宮坊に属した。寛政年間（1789年 - 1801年）の火災により焼失し、観音堂のみ再建された。
明治初期の神仏分離と修験禁止令により、修験道の当寺は打撃を受けた。そのため、改めて曹洞宗の寺として再出発をすることになった。

## 文化財
- 札所18番 白道山神門寺（秩父市指定史跡 昭和40年1月25日指定）[3]

## 交通アクセス
- 秩父駅より徒歩19分。